# Línia 54 d'autobusos de Barcelona
La línia 54 d'autobusos de Barcelona va ser creada al 1944 però era completament diferent a l'actual 54, l'última modificació sent en el 2021. Aquesta línia connecta el barri de La Maternitat i Sant Ramon amb l'Estació del Nord.
La flota sol ser MAN Lion's City 12G i Solaris Urbano 12m. A vegades es circula amb Toyota-caetano h2 city gold o MAN NL 273 F.

## Recorregut
Les vies principals per les que passa són: Cardenal Reig - Riera Blanca - Av. Madrid - c/ Berlin - c/ Paris - c/ Muntaner - Gran via de Les Corts Catalanes - c/ Casp - c/ Alí Bei a l'anada i a la tornada: Passeig Sant Joan - Gran via de Les Corts Catalanes - c/ Aribau - c/ Còrsega - c/ Londres - c/ Marquès de Sentmenat - c/ Vallespir - Av. Madrid - Arizala - Trav. Les Corts.
1. 1 2  «TMB 54 bus Horari de ruta i parades (Actualitzat)». [Consulta: 31 desembre 2024].
2. 1 2  «Línia 54 bus - Estació del Nord / Cardenal Reig». [Consulta: 31 desembre 2024].
3. ↑  «54 Estació del Nord - Cardenal Reig». [Consulta: 31 desembre 2024].